# 大同煤矿万人坑
大同煤矿万人坑位于中国山西省大同市煤峪口南沟，是1937年10月至1945年8月间日军侵占大同煤矿时留下的罪证，2006年被国务院公布为第六批全国重点文物保护单位。大同煤矿各类万人坑有20余处，位于煤峪口南沟北坡上两个自然山洞是最大的一处，分上下两洞，上洞长40余米，宽5米；下洞长70余米，宽4米，坑内堆积着一层层矿工尸骸。

## 历史
1937年9月13日侵华日军攻占大同。在成立傀儡政权“晋北自治政府”后，日军主力南下。同时日军占领大同煤矿，并在军方的要求下迅速恢复生产。中央电视台引述日本名古屋市产业部1939年编的《蒙疆经济调查》中记载如下：
最引人注目的是埋藏有120亿吨的大同煤矿……调查团一行有幸进行了现地视察，都是高出一等的优秀烟煤。
1. 矿井内的涌水极少；
2. 顶板岩石非常坚硬，坑木等仅用日本内地矿井的二成即可；
3. 恶性瓦斯几乎没有；
4. 煤矿的断层、皱曲少；
5. 煤层的倾斜极缓。——名古屋市产业部，1939年编《蒙疆经济调查》

调查报告同时表达了对缺乏矿工的担忧：
现在使用劳工每日平均5000人，实行三班八小时制，平均支付工资0.65元，但劳工主要是使用当地的兼营农业的人员，农忙期就锐减，据说为了募集劳工是当局最为头疼的事。——名古屋市产业部，1939年编《蒙疆经济调查》
不久后，大同煤矿株式会社成立。由于本地人员稀少，日军将战俘和沿途抓捕到的中国平民强征为劳工，并于1939年初在北京专门设立了“招工事务所”，被诱骗、抓捕来的矿工多来自山东、河南两省。日军占领前大同煤矿工人约8000人，之后迅速增加到18000人。全部的煤矿基本上都被日军占领，挖出的煤用于军事用途以及外送日本本土。绝大多数的煤矿在挖出后被装上火车，经天津运往日本，大同当地平民基本无法得到用煤。
日军推行“以战养战”和“以人换煤”的政策。期间日军残酷迫害大同矿工，如有病者、死者即抛入坑中。据统计，侵华日军8年间掠夺煤矿达1400万吨，有6万余死难矿工被丢入万人坑。据老矿工回忆，当时大同煤矿有较大的万人坑20余处，煤峪口南沟的两个自然山洞是最大的一处，在建馆前两个山洞有数百具被折磨致死的矿工干尸。另外在今天红五矿附近杨树湾山谷平滩掩埋了3万余死难矿工。
1940年10月19日《抗战日报》刊载，黄土沟本是行人前往口泉的捷径，但是当时路上几乎断绝了行人。原因是黄土沟的死人臭气太大了，每天从口泉煤矿拉到黄土沟的病死、自缢或被打死的煤矿工人总有三五个，“被剥得一丝不挂，赤条条地躺在那里，让野狼、野狗信口大嚼，咬得血肉狼藉，有脚无手或有腿无头，伤心惨目，莫过于此……”1942年，《晋察冀日报》报道：大同煤矿5个月内，日军虐死矿工2400人。起因是夏季瘟疫流行，日军不仅不予救治，反而将怀疑染有瘟疫的患者全部活埋或烧死。
大同民间一直有“干死人”的传说，因洞口早年封闭且没有下落而无法证实；后来放羊的孩子在山上掏野鸽子窝时偶然发现了煤峪口南沟的两个存有干尸的自然山洞。

## 考证
二十世纪六十年代，对大同煤矿内“万人坑”中死难者的身份调查与考证已经开始。1965年准备筹建大同煤矿阶级教育展览馆。
1966年文化大革命初期，中央工艺美术学院的学生串联到大同，得知此事后，先去寻访日伪时期的老矿工，记录身世，并绘制成幻灯片，一部分回到北京前往中国国家文物局，中国科学院考古研究所，中国科学院古脊椎动物与古人类研究所，北京自然博物馆等机构，联络里面的群众组织，并联合派出科技人员去大同发掘、保护万人坑，同时准备建立“阶级教育馆”。据中国社会科学院考古研究所王孖回忆，第一批专家包含考古所派出3人（含王孖本人），文物局文博所派出2人。古脊椎所派出2人，自然博物馆派出2人；第二批专家包含古人类学专家2人，解剖学专家1人，3人在考古发掘与文物保护方面都具有丰富的经验。
从1966年12月开始，中国国家文物局文博馆研究所，中国科学院考古研究所和古脊椎动物与古人类研究所以及北京自然博物馆的专家组成了一个调查组，在大同矿务局会同之下，共同对大同煤矿“万人坑”进行了科学考察和遗骨整理。上洞清理了四天半，从1967年1月2日开始到6日上午结束，发掘清理时以人头骨为准尸骨编号到82号，其中比较完整尸体有26具，半完整的13具，头骨43个；下洞约与地面成45度俯角，洞中填满了棺材，深不见底，洞口尸体则没有棺木，同时还在洞口发现了几具无棺木的儿童尸骨，清理工作从10日开始到19日结束。
在长达半年的调查中，中国科学院古脊椎动物与古人类研究所吴新智研究员与周国兴研究员对其中188具尸骨进行了重点考证，经由人类学方法鉴定，判定了死者的身份和死因，得出了“万人坑中的尸骨为日军占领大同煤矿时期所抛弃，其中大部分为非正常死亡”的结论。在核实身份与死因之余，调察组还在尸骨堆中找到了不少死难者残存的遗物。比如上洞的A-70号遗体衣物中含有徐州人袁廷宣的证件，经过工作组在1967年夏前往徐州调查，确定A-70号死难者是袁廷宣。

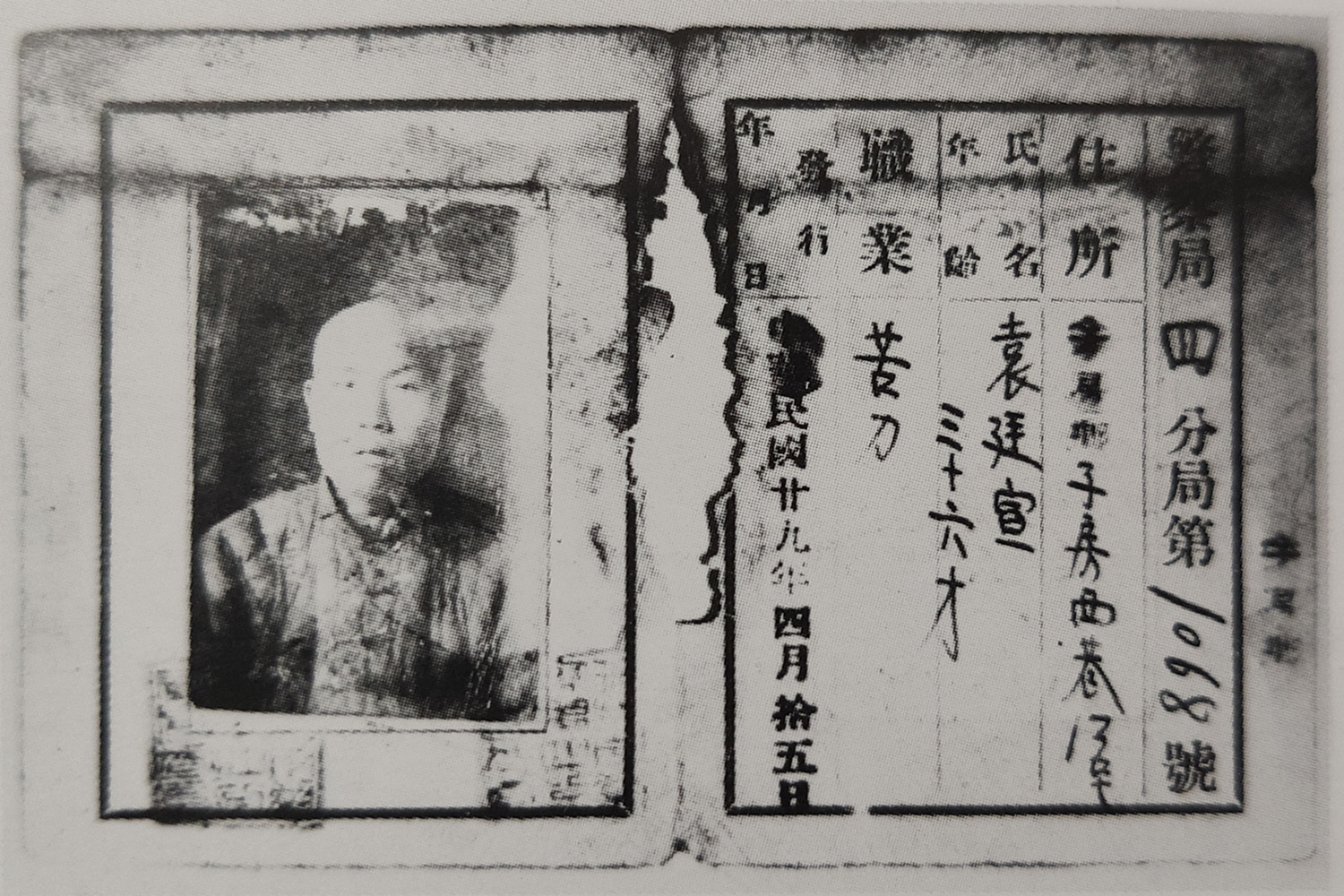
袁廷宣居住证内面，部分文字为日文
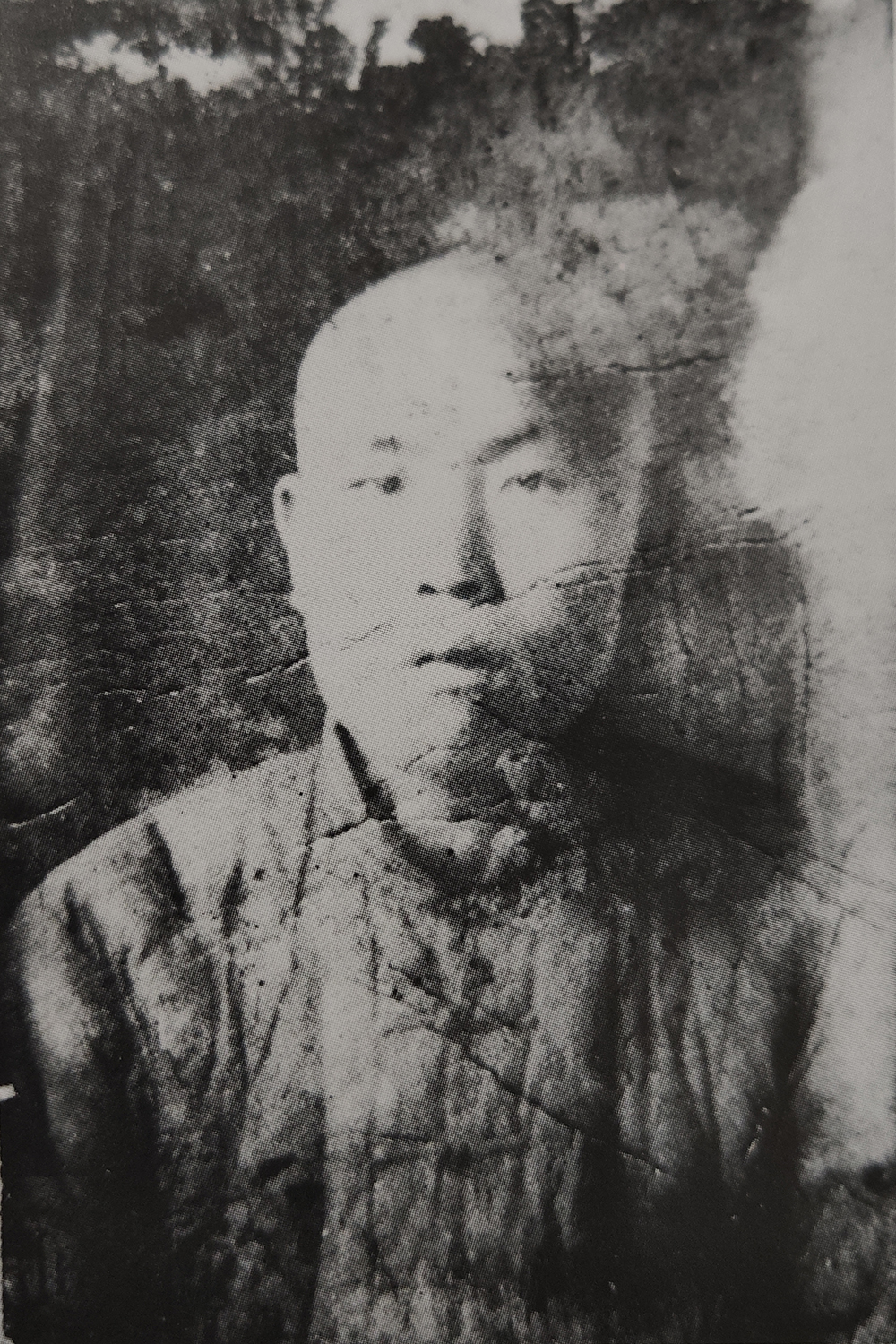
伪政府居住证上附有的袁廷宣肖像
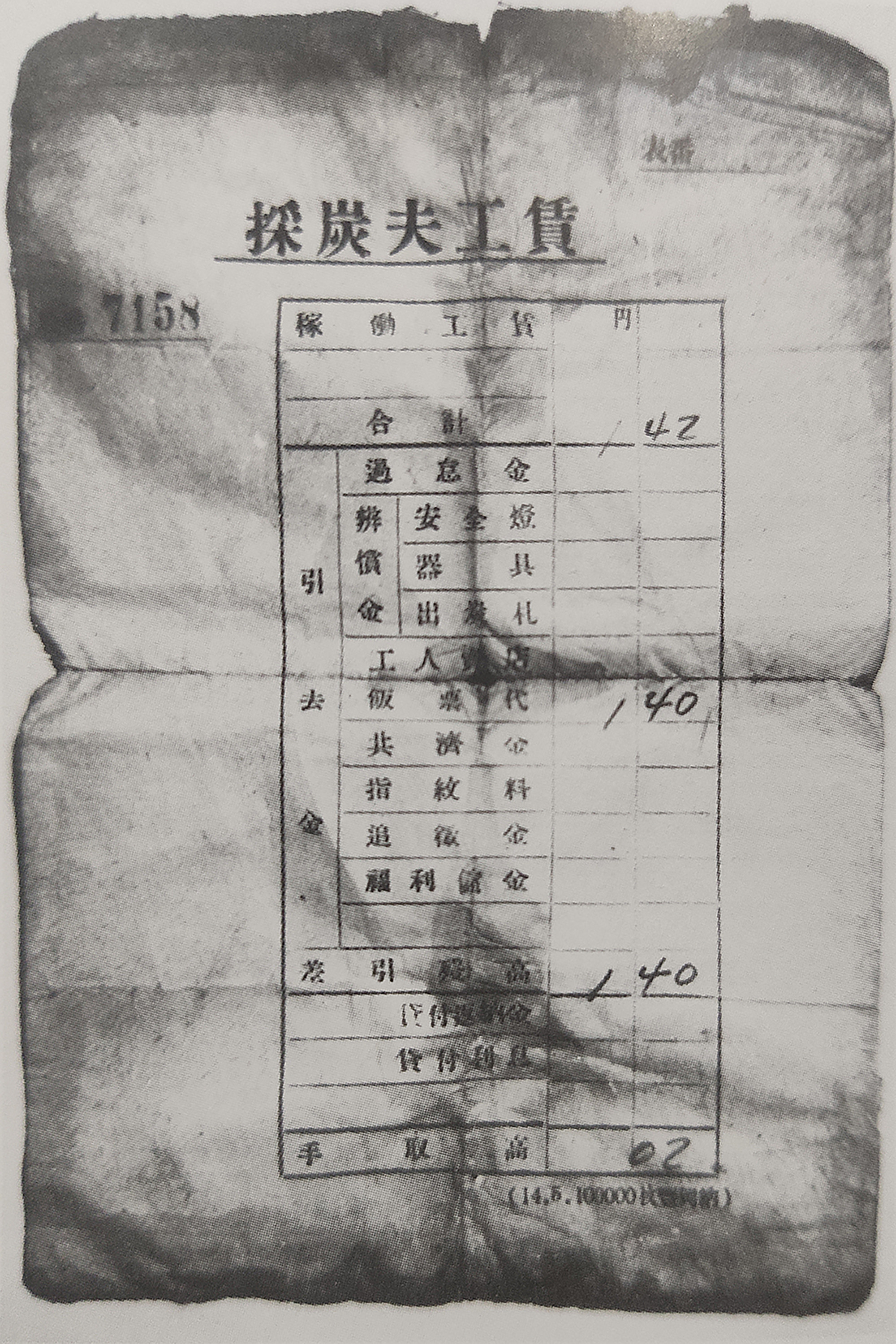
袁廷宣到大同矿第五个月名义收到1.42日元工资，扣除1.4元饭钱，实际到手0.02日元工资；由于前四个月工资扣除的饭钱在8至9日元之间，工作组推测其在此月病重，不久后身亡。
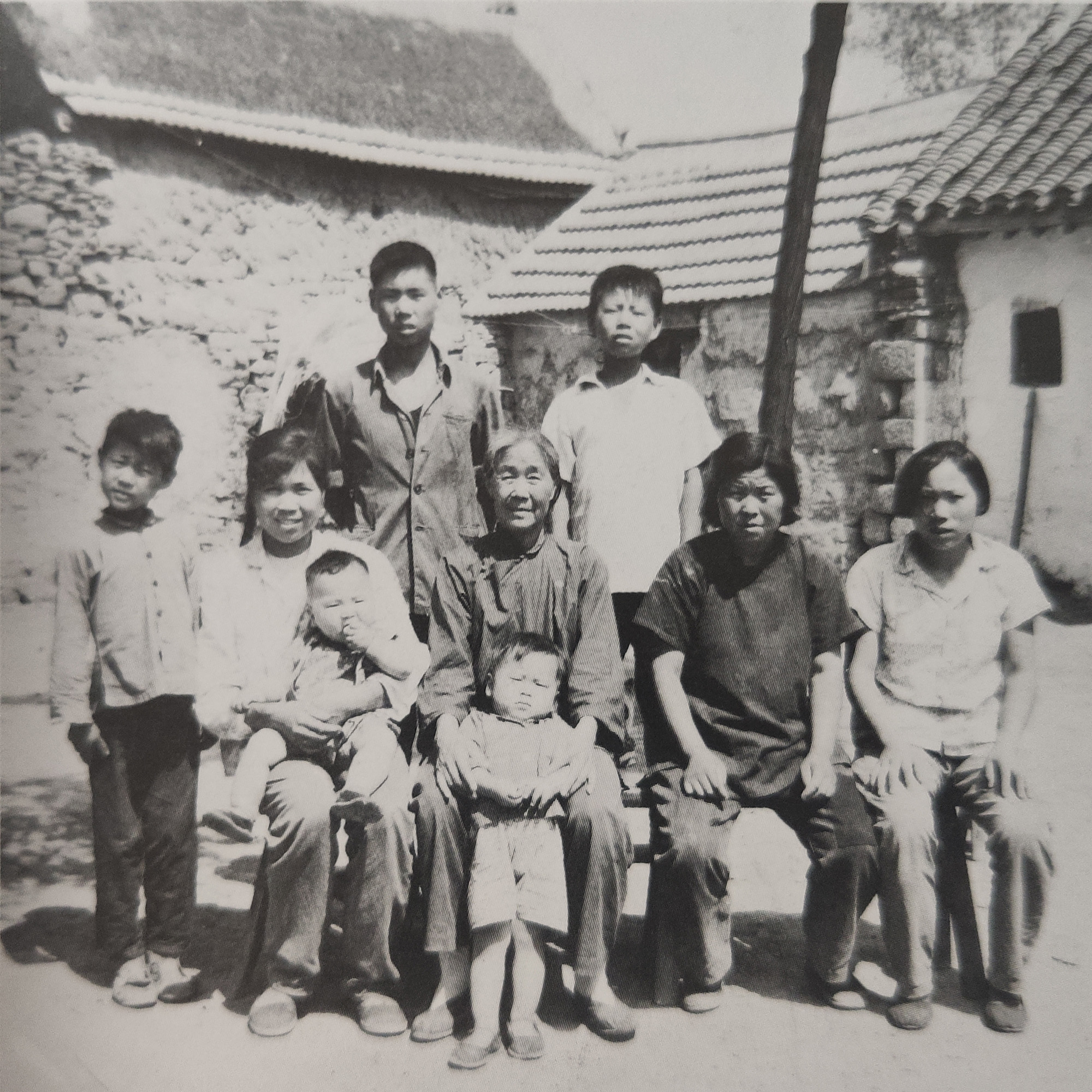
工作组寻访到的袁廷宣在世家人，中间的是袁廷宣妻子。
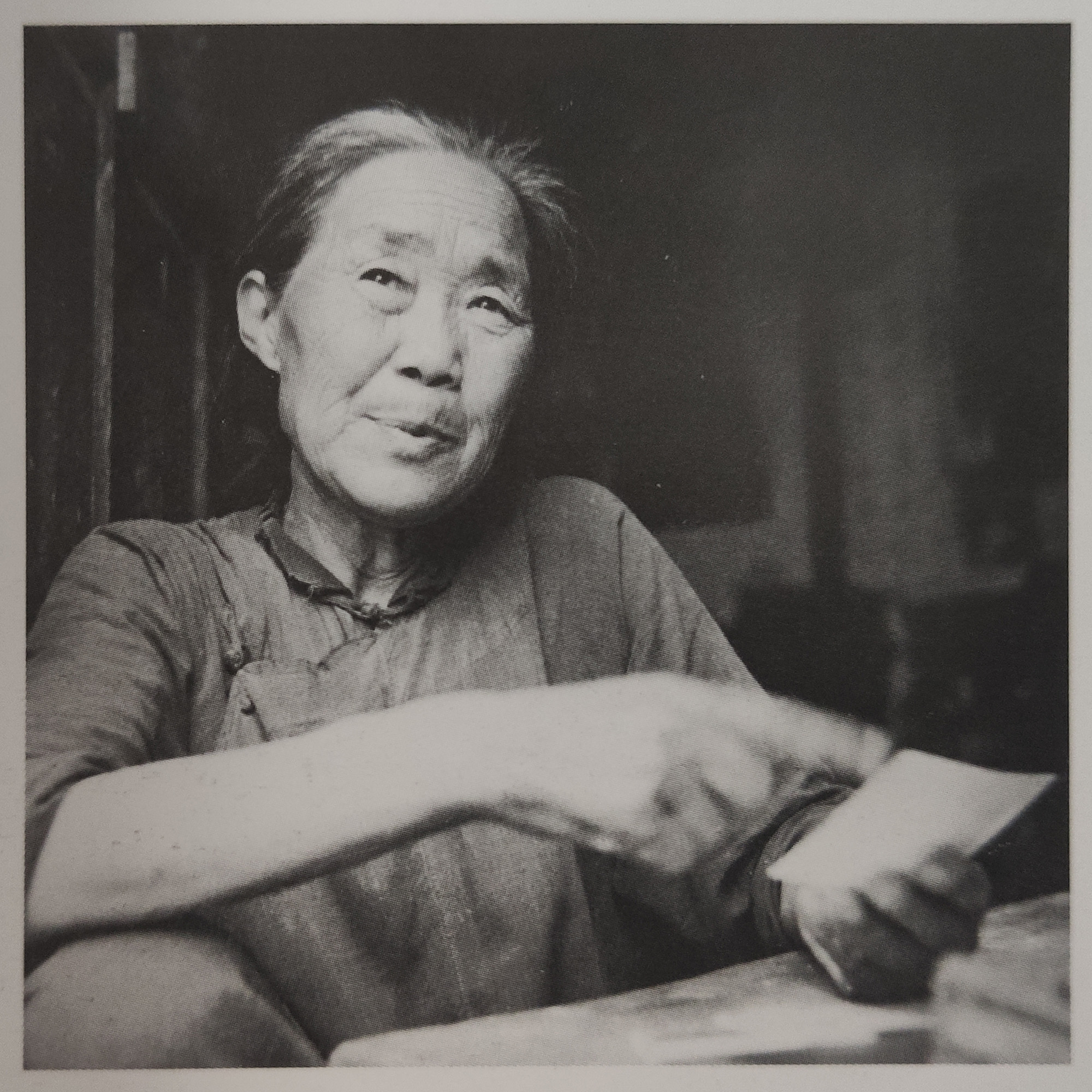
袁廷宣的妻子，拍摄于1967年，一年后因伤心过度离世。
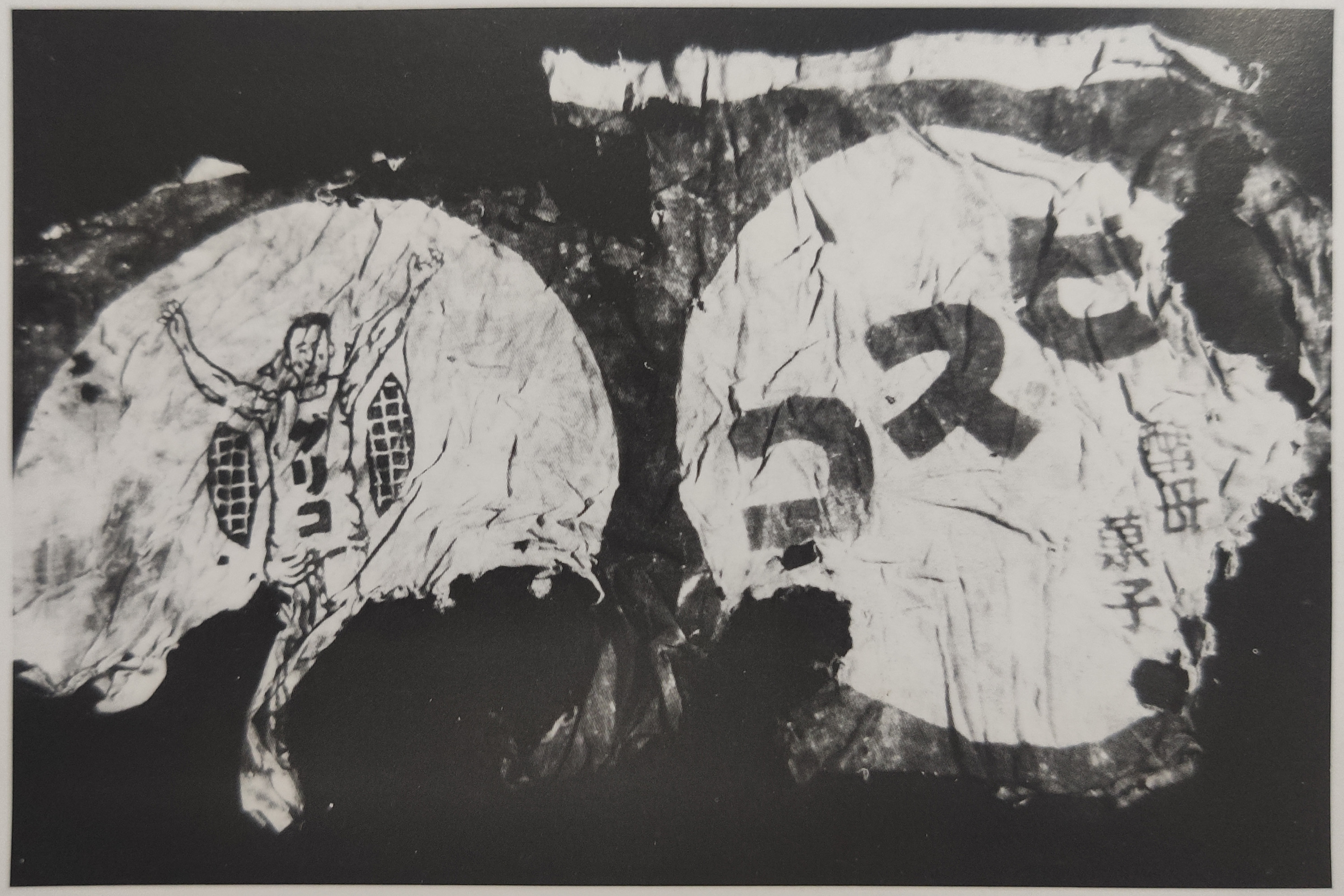
A-无2号遗体身上穿缠红蓝双色的日文广告印花布[13]，据幸存矿工回忆，工头常把新来矿工的好衣服脱下，换上印着日本广告的破烂衣服，以避免矿工逃跑[2]。

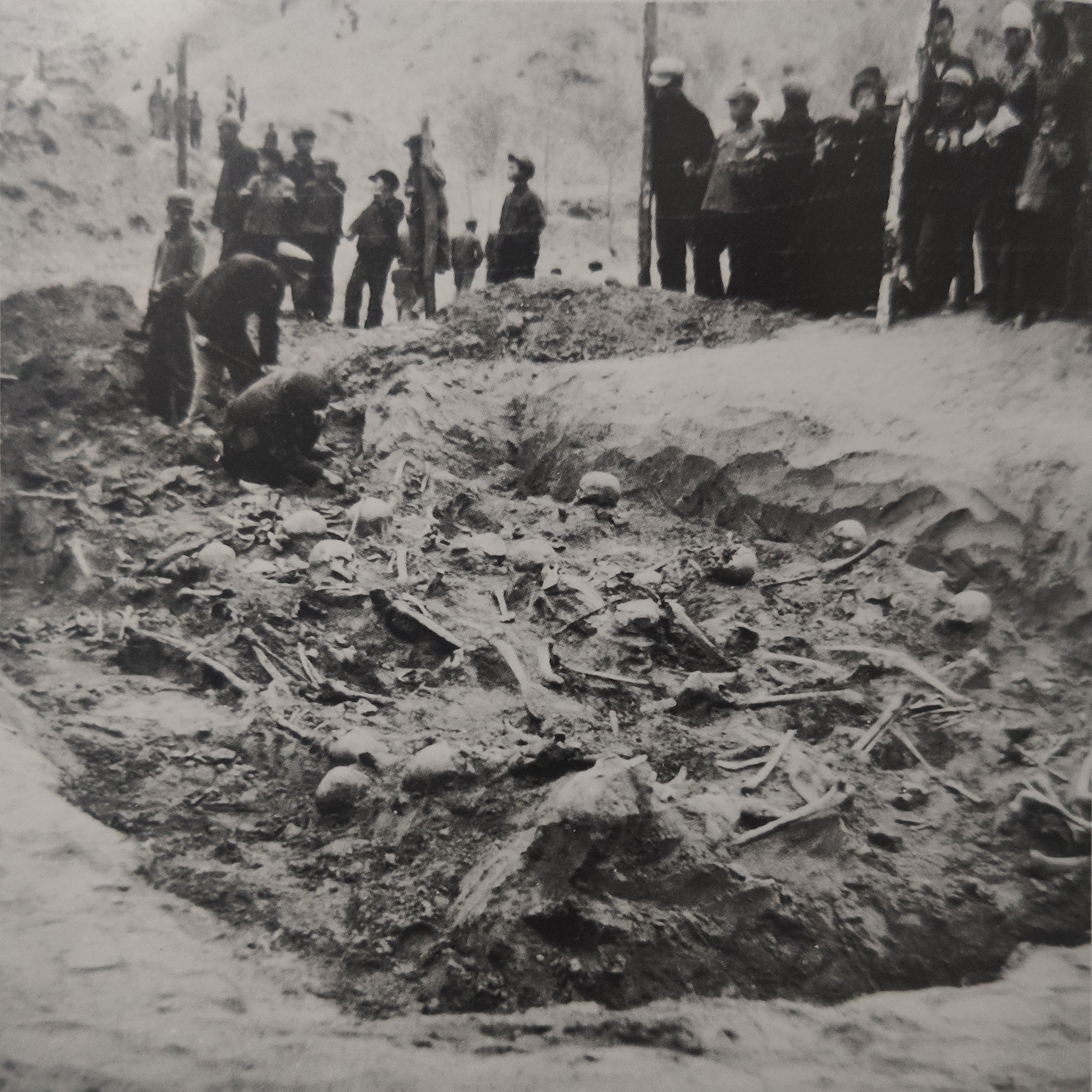
杨树湾死人沟万人坑试掘，1967年5月4日

1967年5月4日，中国科学院考古所、大同煤矿工作队试掘了杨树湾山谷平地被称作“死人沟”的万人坑。工作人员在此处任意选择了一地，在20x20米宽、一米深的正方形区域内即发现了数百的矿工遗骨，最多处尸体重叠了六层。工作人员又在死人沟一角试掘，挖出了排列比较整齐的遗骸，以及1940-1942年间因瘟疫而被大批烧死或火化的矿工骨灰、残骸与骨灰箱。在死人沟谷底任意一处破土发掘即可找到遗骸。为了保持原状，试掘队伍在拍照之后就回填了几处试掘点。

## 纪念
1961年，大同煤矿开启“万人坑”洞口对职工进行阶级教育。1965年5月准备筹建大同煤矿阶级教育展览馆，1969年12月1日，大同煤矿建成阶级教育展览馆，并向公众开放。1984年1月更名为大同矿务局展览馆，后改为现名“大同煤矿万人坑遗址纪念馆”。
1995年，抗日战争胜利50周年时，中国社会科学院考古研究所王孖曾计划出版当时参与发掘整理大同煤矿万人坑的资料，然而因为“爱好和平”，中国大陆没有出版社愿意出版，最终由香港商务印书馆编辑出版发行。王孖把获得的稿酬捐给万人坑后，又把整理文字的版权交给香港商务印书馆。
2002年，大同煤矿万人坑被山西省旅游局确定为国家AA级旅游景点。2004年，山西省文物局将“万人坑”定为山西省省级文物保护单位。2005年起，山西省人民政府和同煤集团共同出资5000多万元，对大同煤矿万人坑遗址纪念馆进行大规模扩建与维修。2010年，大同煤矿万人坑遗址纪念馆作为爱国主义教育基地重新开馆向公众开放。